# Wakobato
Wakobato is een Splash Battle in het Duitse attractiepark Phantasialand en werd geopend in 2009.

## Algemene informatie
Wakobato is onderdeel van het Fantasy-parkdeel waar ook Wuze Town kan worden gevonden. De attractie is gebouwd door de Italiaanse Preston Barbieri Group.
In tegenstelling tot andere Splash Battles is het niet mogelijk om een watergevecht met de omstanders te houden maar moet men bepaalde doelen natspuiten om bijvoorbeeld fonteinen aan te zetten.
Per boot kunnen acht bezoekers plaatsnemen met vier personen per zijde.

## Afbeeldingen

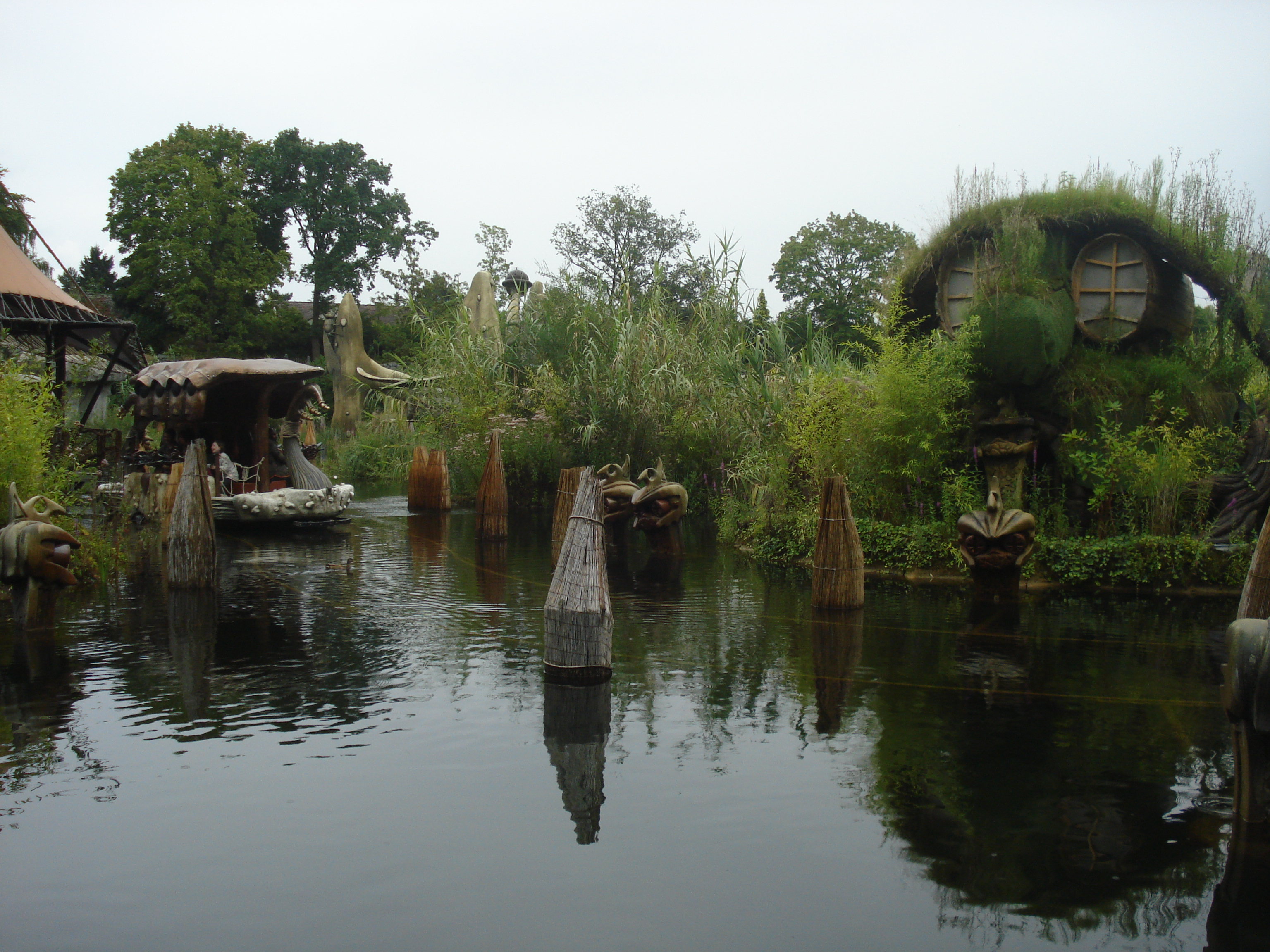
Boot bij buitenvaren van het station
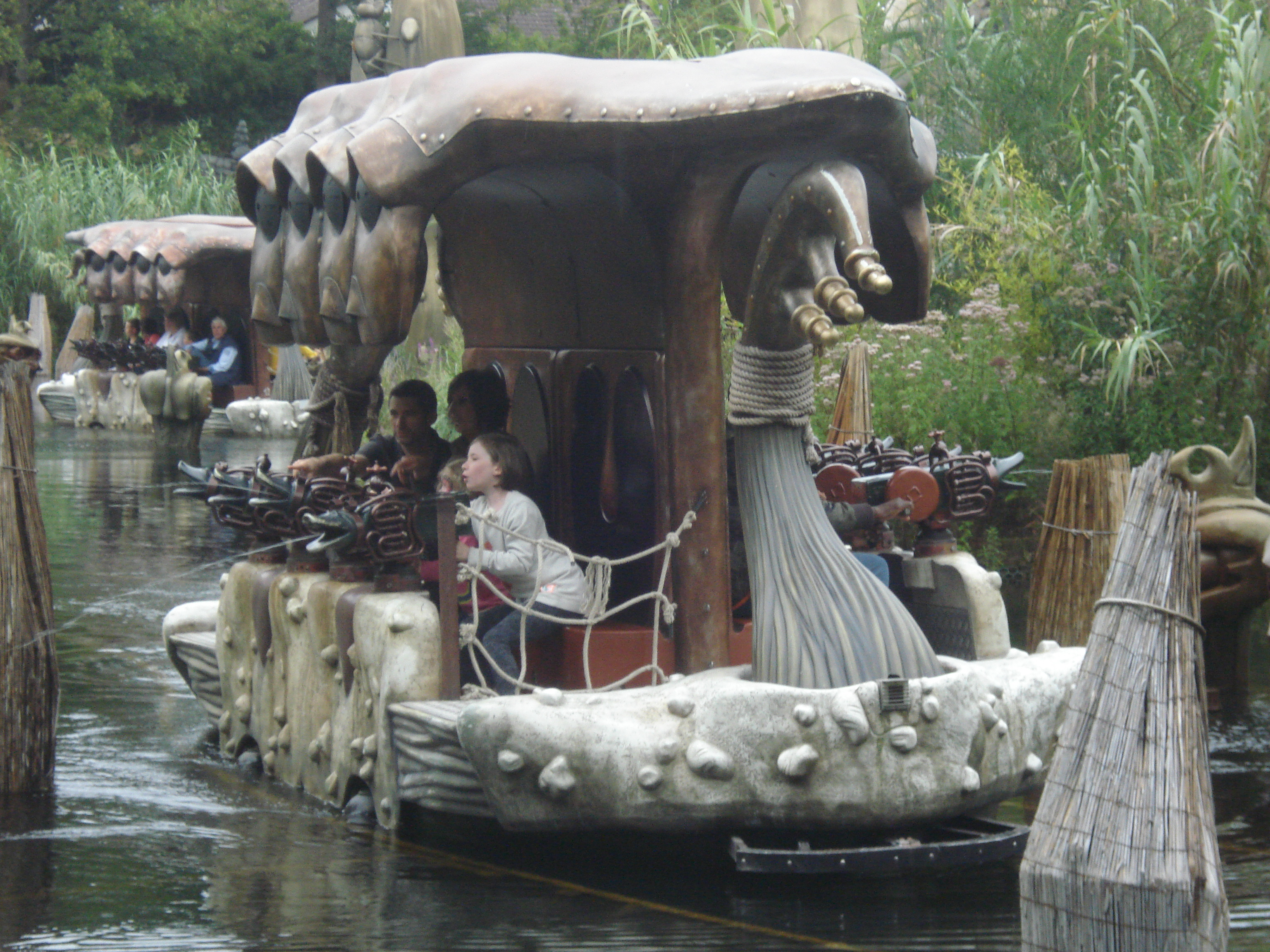
Boten
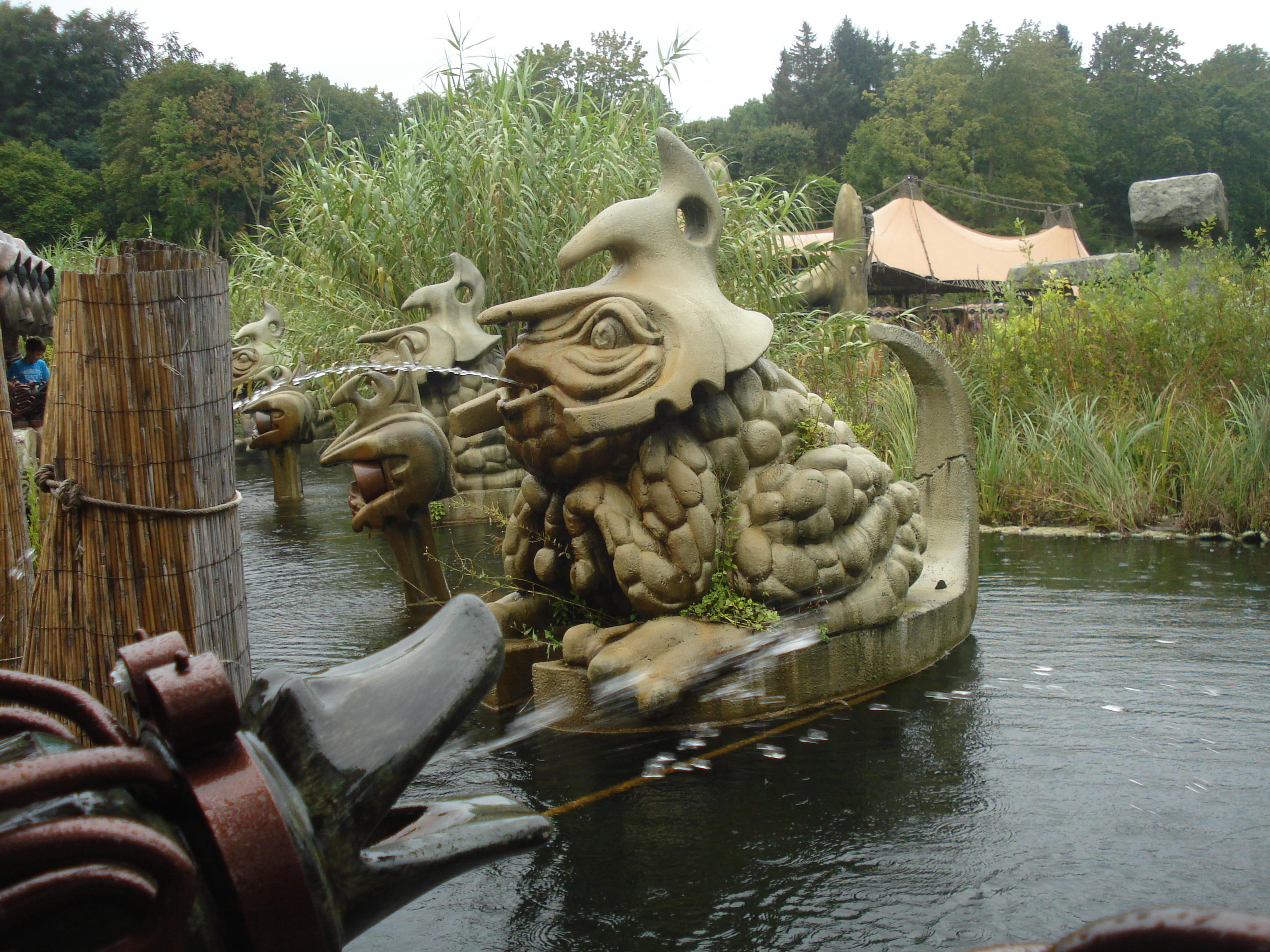
Een van de spuiters